# Заонежский залив
Заоне́жский зали́в — крупный залив в северо-восточной части Онежского озера. Один из крупнейших пресноводных заливов России.
Расположен между мысами Варнаволок и Оровнаволок. Ширина у входа 15 км. Глубина до 28 м. Площадь поверхности — 1462 км². В северной части переходит в Повенецкий залив, в южной — в залив Малое Онего.
В залив впадает много рек, крупнейшие из которых Немина и Пяльма.
На заливе расположены населённые пункты Кузаранда, Вицино и Пяльма. Берег изрезанный, холмистый.
В заливе множество островов, крупнейшие из которых Хед, Мегостров, Иванцов, Пидостров, Сосновец и Одинокие Люды. В северной части залива коса Западная Чёлмужская отделяет Чёлмужскую губу залива.
В заливе развита рыбная ловля.
Административно залив входит в состав Республики Карелия России.